# Paul-Henri Grauwin
Paul-Henri Grauwin (1914-1989), né le 29 juin 1914 à Camphin-en-Carembault (Nord) dit « le toubib », est un médecin-commandant qui s'est illustré à la bataille de Điện Biên Phủ durant la guerre d'Indochine.

## Biographie
À peine sorti de la Faculté de médecine de Lille, son diplôme de chirurgien en poche, dès 1942, il entre dans le réseau de résistance Sylvestre et crée la première antenne chirurgicale dans l'Hospice de Templeuve. Participant aux combats de la libération de cette ville, il reçoit en trois jours une centaine de blessés FFI et Alliés. Il opère sans arrêt.
La poche de Dunkerque, la campagne d'Allemagne puis le départ pour l'Indochine : tel est  le parcours du médecin militaire (d'abord engagé volontaire au titre de la durée de la guerre puis engagé à titre contractuel, au sein de la Légion étrangère) Paul-Henri Grauwin dont les actions héroïques donnent lieu à neuf citations à l'ordre de l'Armée et à l'ordre de la division.

### Indochine
Il est prisonnier du  Việt Minh à Diên-Biên-Phu, à la fin du siège, en mai 1954,  après avoir subi les cinquante-sept jours d'enfer pendant lesquels son antenne médicale opère nuit et jour, plus de quatre mille blessés . Il est encore un soutien inlassable pour ses camarades d'infortune en veillant à leur évacuation, quand elle était encore possible, sur Hanoï, avant la destruction de la piste d'atterrissage de Dien Bien Phu par les bombardements de l'artillerie du Việt Minh.
Libéré de ces lieux de mort par un ennemi qui l'admirait (car il soignait indifféremment Français et Vietnamiens) après les pourparlers de la conférence internationale de Genève relative à l'avenir du Việt Nam , en août 1954, il est nommé médecin-chef des services chirurgicaux du Cap Saint-Jacques (à environ 125 km de Saïgon) puis redevient médecin civil en 1956 après avoir dû céder au Việt-Minh les hôpitaux où il avait été en fonction et où il a vu le sort réservé aux réfugiés, notamment catholiques, du Tonkin. L'Asie l'avait marqué à jamais et il ne pourra pas la quitter.

### Cambodge
En 1960, il devient l'associé de Maurice Bessière, médecin qui avait fondé une clinique privée à Phnom-Penh en 1948. Il est le dernier Français à partir le 18 avril 1975 alors que les Khmers rouges sont déjà entrés dans la ville le matin du 17 avril et qu'ils évacuent dès le soir par la force les habitants ayant fait l'objet du dernier recensement de la ville, soit environ 370 000 personnes, y compris les malades présents dans les hôpitaux, et tous les réfugiés du pays  présents dans la capitale, soit plus de deux millions de personnes, en moins d'un jour.

### Médecin-expert
Il revient alors en France et se présente au ministère des Anciens commbattants afin de devenir médecin contractuel de l'État. Il est recruté comme Médecin-sur-Expert au Centre  des Réformes de Paris. Lors de ses congés légaux ou lors de congés sans solde, il continue à partir en Asie car il ne peut oublier ses amis du Vietnam et du Cambodge. Il parcourt les camps de réfugiés en Thaïlande. Au péril de sa vie, il franchit la frontière cambodgienne pour procurer des soins et apporte de France du matériel médical introuvable là-bas. À cette époque, il adopte deux enfants.
À Paris, ses samedis et dimanches sont consacrés à ses amis d'Asie et leurs enfants, qu'il conseille et aide dans la poursuite de leurs études secondaires et supérieures.   
Il prend une part active dès 1975 à la dénonciation du génocide cambodgien où environ 20 % de la population de l'époque, soit environ 1, 7 million d'habitants, est assassiné par les structures répressives du parti communiste cambodgien et par l'Angkar, entre mai 1975 et décembre 1978. À cette époque, l’invasion du Cambodge par les forces armées vietnamiennes permet la fin des tueries de masse au Cambodge.

## Hommages

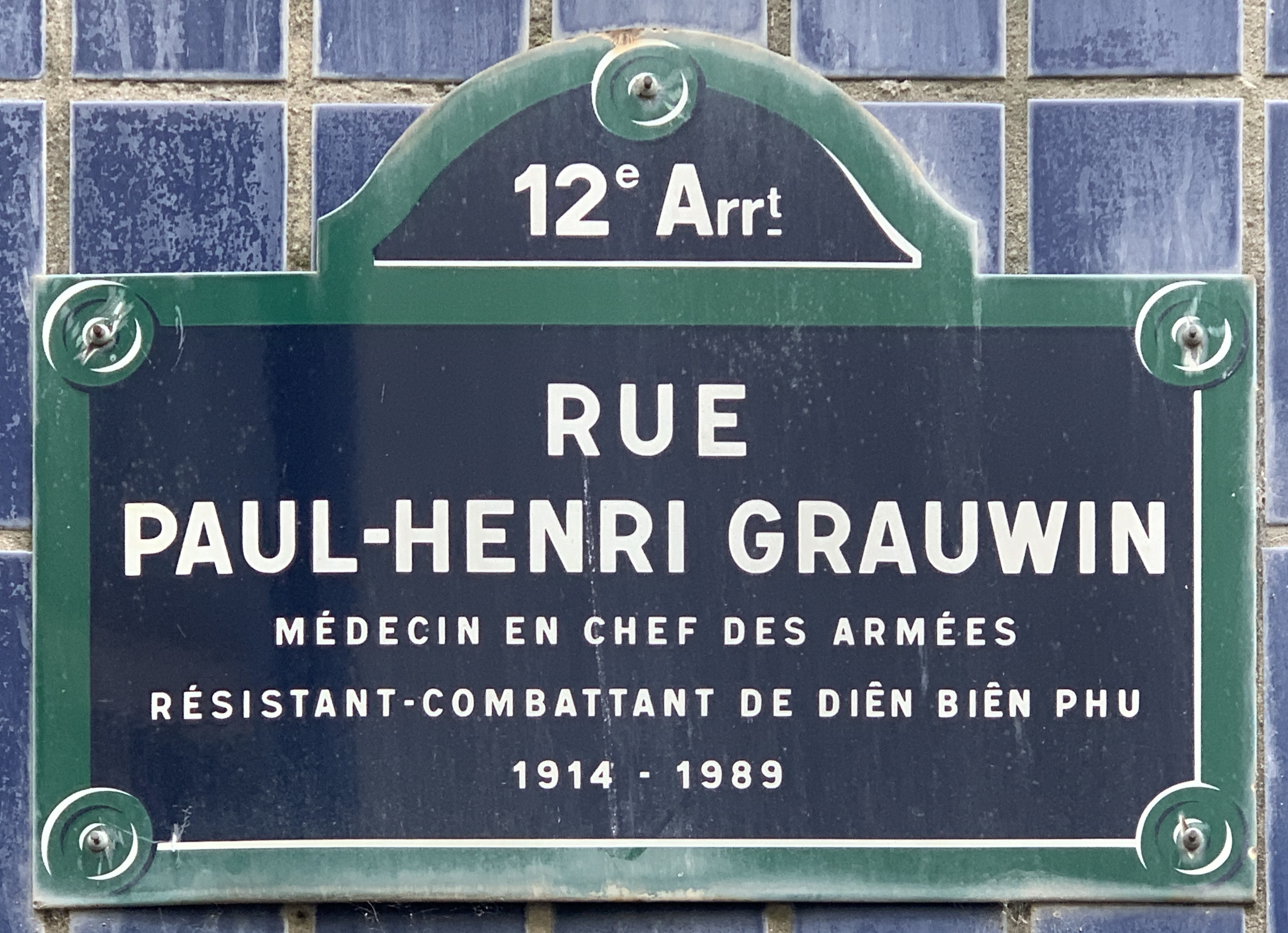
Plaque de rue de la rue Paul-Henri-Grauwin.

- Il existe une rue Paul-Henri-Grauwin dans le 12e arrondissement de Paris.